# Ctenomys torquatus
Espèce
Statut de conservation UICN

 LC  : Préoccupation mineure
Ctenomys torquatus est une espèce qui fait partie des rongeurs de la famille des Ctenomyidae. Comme les autres membres du genre Ctenomys, appelés localement des tuco-tucos, c'est un petit mammifère d'Amérique du Sud bâti pour creuser des terriers. On le rencontre au Brésil et en Uruguay.
L'espèce a été décrite pour la première fois en 1830 par le zoologiste allemand Martin Lichtenstein (1780-1857).